# فريدريك بروس توماس
فريدريك بروس توماس (بالإنجليزية: Frederick Bruce Thomas) هو شخصية أعمال وصاحب مطعم أمريكي، ولد في 1872، وتوفي في 1928 في إسطنبول في تركيا.